# NGC 210
NGC 210는 태양계에서 약 6,700만 광년 떨어져 있으며, 고래자리에 위치한 막대나선은하이다. 1785년 10월 3일, 윌리엄 허셜에 의해 발견 되었으며, 뒤늦게 신판일반목록에 등재되었다.